# Fasciatispora
Fasciatispora es un género de hongos en la familia Xylariaceae.